# Mirsad Mijadinoski
Mirsad Mijadinoski (in macedone Мирсад Мијадиноски?; Struga, 1º ottobre 1981) è un ex calciatore macedone, di ruolo difensore.

## Palmarès

### Club

#### Competizioni nazionali
- Coppa Svizzera: 2

Zurigo: 1999-2000
Sion: 2005-2006
- Coppa d'Ungheria: 1

Debrecen: 2009-2010
- Campionato ungherese: 1

Debrecen: 2009-2010